# Noddy Holder

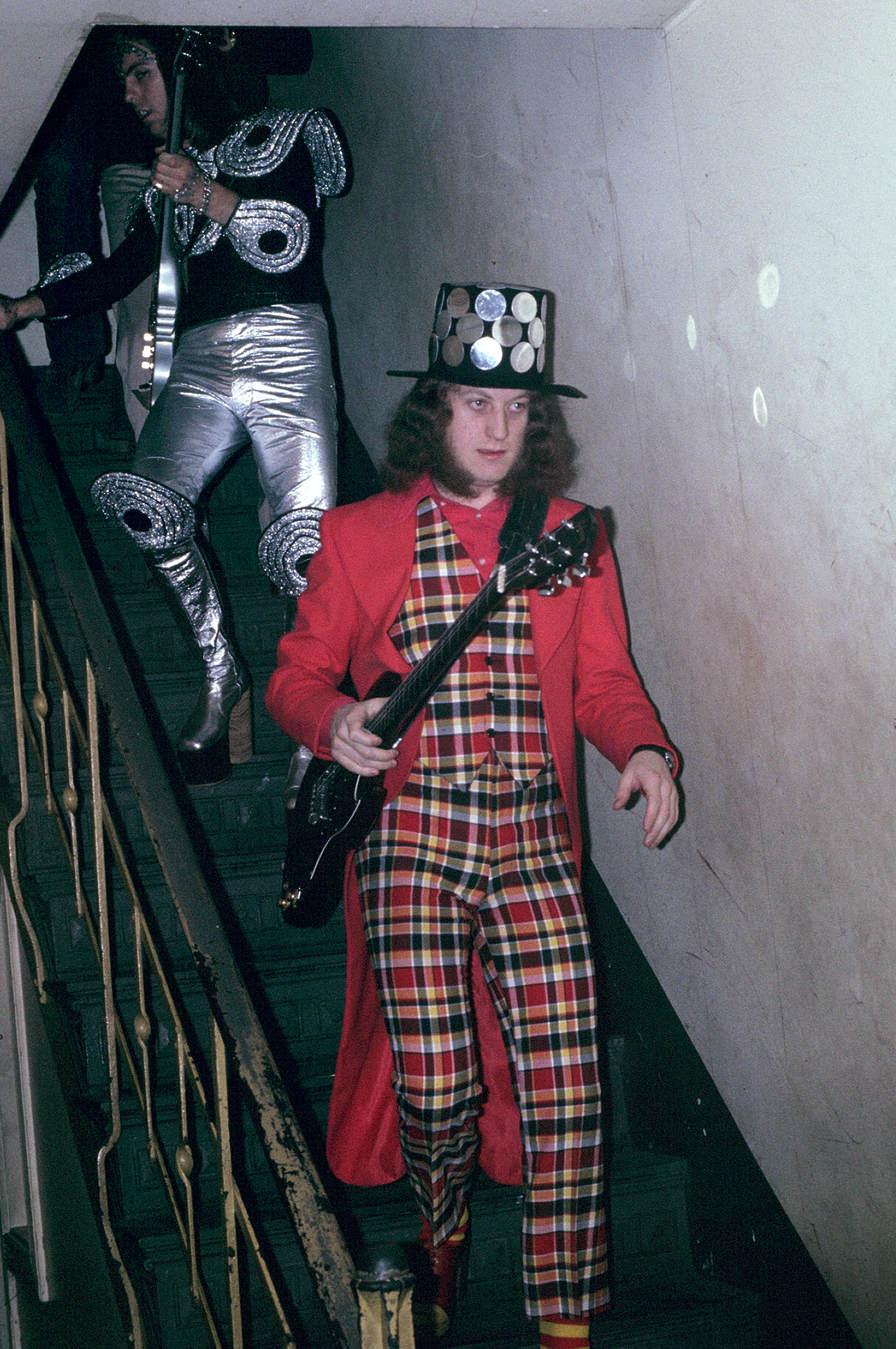
Noddy Holder, met achter hem Dave Hill, in 1973

Neville John "Noddy" Holder (Walsall, 15 juni 1946) is een Britse rockzanger en acteur, die vooral bekend werd als de zanger en gitarist van de glamrock-groep Slade. Met Jim Lea schreef Holder de hits die deze band in de jaren zeventig en tachtig had.

## Biografie
Holder, de zoon van een glazenwasser, had op zijn dertiende een groep met schoolvrienden, The Rockin' Phantoms. Daarna speelde hij in Steve Brett & the Mavericks, een band die vier singles maakte voor Columbia. Halverwege de jaren zestig werd hij door drummer Don Powell overgehaald bij de mod-groep The In Betweens te komen, waarin gitarist en bassist Dave Hill en gitarist/keyboardspeler en violist Jim Lea speelden. De groep noemde zich vanaf 1969 Ambrose Slade en speelde ska, vanaf 1970 werd de naam kortweg Slade. Onder die naam ging de groep muziek spelen die een combinatie was van blues en hardrock. De band haakte in op de glamrock-rage van die jaren en in 1971 scoorde de groep in Engeland een nummer 1-hit met de single Coz I Luv You, die ook in andere Europese landen, waaronder Nederland, een hit werd. Daarna volgden andere rockhits en, later, meer rustige successen als "Far Far Away" en "Merry Xmas everybody". In het midden van de jaren zeventig was het afgelopen met de successen, maar in het begin van de jaren tachtig scoorde de groep weer enkele hardrock-hits, zoals "We'll Bring the House Down". Na 1984 stopte Holder met toeren, maar nam later nog wel op met Slade om daar in 1991 een punt achter te zetten.

## Post-Slade
Na het Slade-tijdperk ging Holder presenteren voor de radio en verscheen hij in televisieprogramma's. In de jaren negentig had hij een radioprogramma op Piccadilly 1152 in Manchester en van 2000 tot 2004 presenteerde hij op de zenders Century en Capital Radio. Hij speelde in het tv-programma The Grimleys (1999-2001) en op de televisiezender Men & Motors presenteerde hij 31 afleveringen van Noddy's Electric Ladyland.
In het BBC-programma A Question of Pop was hij teamcaptain. Hij treedt af en toe op in het BBC-programma Grumpy Old Men en is regelmatig te gast in de Radcliffe and Maconie Show op BBC-radio 2. Hij was het middelpunt in een aflevering van This is Your Life, had een cameo in Coronation Street en trad op in een aflevering van Max and Paddy's Road to Nowhere. Ook was hij bijvoorbeeld panellid van de humoristische nieuwsquiz Have I Got News for You.
Holder heeft zijn stem ook geleend aan reclameboodschappen voor tv, film en radio, bijvoorbeeld voor Nobby's. Voor Walsall New Art Gallery sprak hij in 2000 de liftaankondigingen in.
In 1999 publiceerde Holder zijn autobiografie Who's Crazee Now. Een jaar later werd hij benoemd tot Lid in de Orde van het Britse Rijk vanwege zijn verdiensten in de muziek.

## Persoonlijk leven
Holder is getrouwd met tv-producer Suzan Price, met wie hij een zoon heeft, Django, vernoemd naar jazzgitarist Django Reinhardt. Uit een eerder huwelijk heeft hij twee volwassen dochters.